# Люцінка
Люцінка — річка у Воложинському районі, Мінська область, Білорусь. Права притока річки Іслоч (басейн Німану).

## Опис
Довжина річки 11 км, похил річки 4,4 м/км, площа басейну водозбору 48 км². Формується безіменними струмками та загатами.

## Розташування
Бере початок на північно-західній стороні від села Новосілки. Тече переважно на південний захід через село Мала Лютинк і за 2,5 км на південний захід від села Явидовщина впадає в річку Іслоч, ліву притоку річки Березини.

## Цікаві факти
- У XIX столітті на річці існував 1 водяний млин[2].